# Tramen Tepui
Tramen Tepui – szczyt górski o wysokości 2726 m n.p.m. położony na granicy Wenezueli i Gujany, w regionie La Gran Sabana, w północno-wschodniej części Wyżyny Gujańskiej. Zbudowany jest z piaskowca.

## Wysokość szczytu
Przez długi czas nie było wiadomo, jaka jest dokładna wysokość Tramen Tepui, w źródłach podawano zróżnicowane szacunkowe wysokości powyżej 2000 m n.p.m. Wysokość szczytu zmierzono dokładnie przy okazji wejścia w 2012 roku, według wskazania GPS jest to 2726 m n.p.m.

## Historia eksploracji
Na szczyt Tramen-tepui po raz pierwszy wspięli się Scharlie Wraight i Stephen Platt 24 listopada 1981 roku. Na szczycie zbudowali kamienne kopce i zostawili notatkę z ich imionami i datą ich wspinaczki plastikowym pojemniku pod najbardziej widocznym kopem.
Drugiego potwierdzonego wejścia na szczyt dokonała 14 lutego 2012 roku polsko-wenezuelska ekipa w składzie: Marek Arcimowicz, Alberto Raho i Carlos Mario Osorio. Kierownikiem wyprawy był Michał Kochańczyk, uczestniczyła w niej także biolog Izabela Stachowicz, która na przełęczy w rejonie szczytu Tramen Tepui odkryła nieznane wcześniej gatunki motyli i endemiczny gatunek ropuchy. Zdobycie szczytu zostało poprzedzone w 2011 roku pilotażową wyprawą (w częściowo innym składzie), podczas której bez powodzenia próbowano wejść na Tramen Tepui.